# (10984) Гиспен
(10984) Гиспен (лат. Gispen) — астероид, относящийся к группе астероидов, пересекающих орбиту Марса. Он был открыт 16 октября 1977 года голландскими астрономами К. Й. ван Хаутеном, И. ван Хаутен-Груневельдом и Томом Герельсом в Паломарской обсерватории и назван в честь голландского нейробиолога Виллема Хендрика Гиспена (нидерл. Willem Hendrik Gispen) из Утрехтского университета.

Орбита астероида Гиспен и его положение в Солнечной системе